# Яковлев, Иван Романович

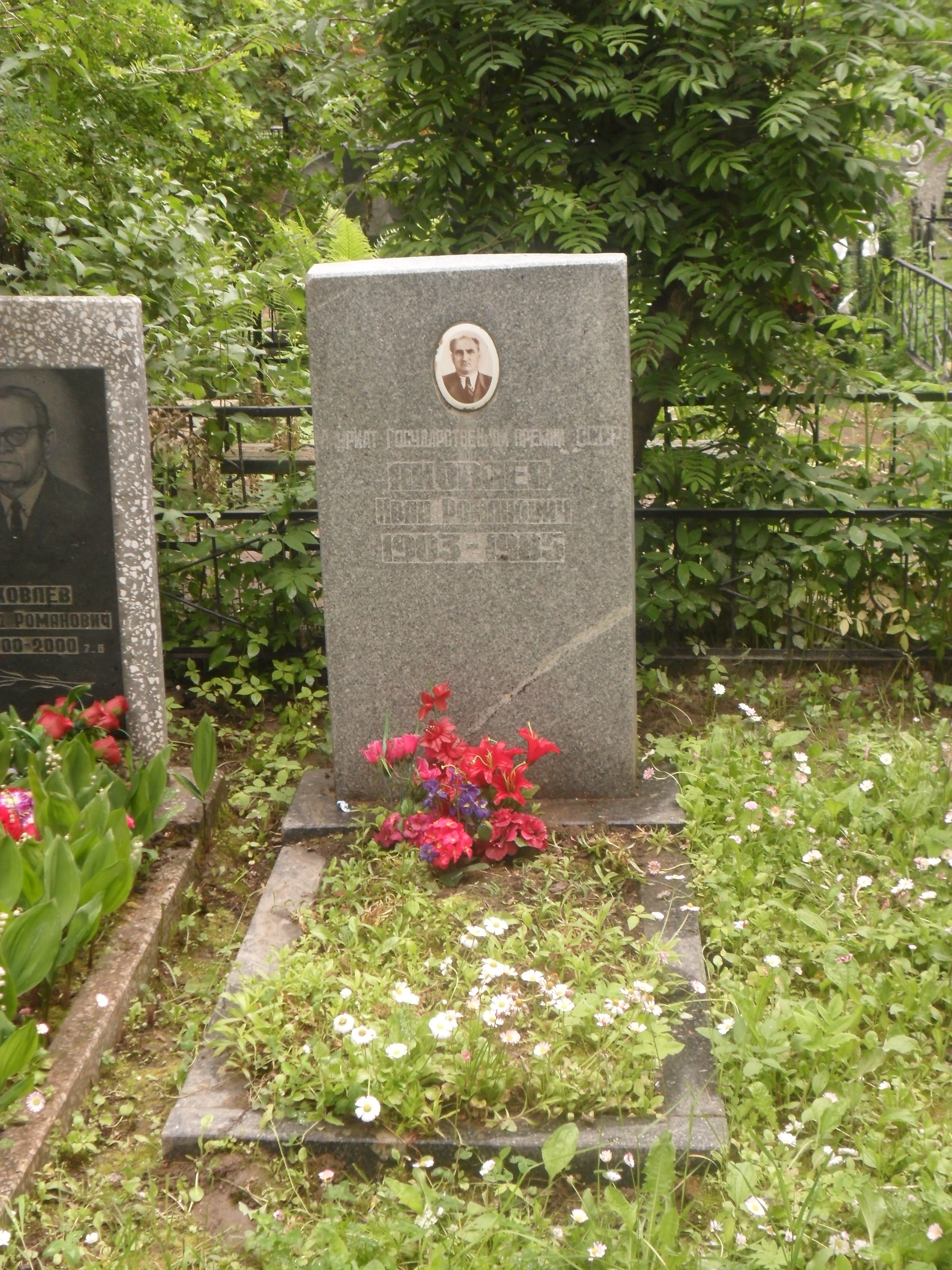
Могила Яковлева на Новом кладбище Смоленска

Иван Романович Яковлев (1903, Севск, Орловская губерния — 26 октября 1985, Смоленск) — хозяйственный деятель, лауреат Сталинской премии (1952).

## Биография
Родился в 1903 году в городе Севске (ныне — Брянская область).
В 1922 году окончил Севский техникум сельскохозяйственного машиностроения. С 1934 года проживал в Смоленске, работал главным инженером Смоленского кирпичного завода № 3.
В 1941 году был эвакуирован в Горький (ныне — Нижний Новгород), где работал на военном заводе.
В 1944 году он вернулся в Смоленск, где работал главным инженером Смоленского областного управления строительных материалов, затем начальником этого же управления. Когда был создан Смоленский Совнархоз, был назначен начальником отдела капитального строительства.
Разработал и успешно внедрил принципиально новый метод скоростной сушки кирпичей в камерных туннельных сушилках, за что в 1952 году был удостоен Сталинской премии третьей степени.
Скончался 26 октября 1985 года, похоронен на Новом кладбище Смоленска.

## Признание
Был также награждён орденом «Знак Почёта».